# مارک بیشوفبرگر
مارک بیشوفبرگر (انگلیسی: Marc Bischofberger؛ زادهٔ ۲۶ ژانویهٔ ۱۹۹۱) ورزشکار اسکی نمایشی اهل سوئیس است.
وی در مسابقات کشوری و بین‌المللی در مجموع برندهٔ ۱ مدال نقره شده‌است.